# Mistrzostwa Polski w Skokach Narciarskich 1964
39. Mistrzostwa Polski w Skokach Narciarskich – zawody o mistrzostwo Polski w skokach narciarskich, które odbyły się w dniach 19 stycznia-23 lutego 1964 roku na skoczni Malinka w Wiśle i Wielkiej Krokwi w Zakopanem.
W konkursie indywidualnym na skoczni normalnej zwyciężył Józef Przybyła, srebrny medal zdobył Józef Kocyan, a brązowy – Piotr Wala. Na dużym obiekcie najlepszy okazał się Przybyła przed Walą i Ryszardem Witke.

## Wyniki

### Konkurs indywidualny na dużej skoczni (Zakopane, 19.01.1964)
| Miejsce | Zawodnik         | Klub                  | Skok 1 | Skok 2 | Punkty |
| ------- | ---------------- | --------------------- | ------ | ------ | ------ |
| 1.      | Józef Przybyła   | LZS Klimczok Bystra   | 99,5   | 93,0   | 231,4  |
| 2.      | Piotr Wala       | KKS Bielsko-Biała     | 91,0   | 89,5   | 218,1  |
| 3.      | Ryszard Witke    | Śnieżka Karpacz       | 93,0   | 92,5   | 216,8  |
| 4.      | Jan Pezda        | BBTS Bielsko-Biała    | 87,0   | 90,0   | 212,2  |
| 5.      | Andrzej Sztolf   | AZS Zakopane          | 89,5   | 90,5   | 209,4  |
| 6.      | Stefan Przybyła  | LKS Skrzyczne Szczyrk | 88,0   | 88,0   | 204,1  |
| 7.      | Władysław Tajner | Olimpia Goleszów      | 86,0   | 87,5   | 201,5  |
| 8.      | Gustaw Bujok     | Start Wisła           | 85,0   | 87,0   | 199,9  |

W konkursie wzięło udział 27 zawodników.

### Konkurs indywidualny na normalnej skoczni (Wisła, 23.02.1964)
| Miejsce | Zawodnik       | Klub                | Skok 1 | Skok 2 | Punkty |
| ------- | -------------- | ------------------- | ------ | ------ | ------ |
| 1.      | Józef Przybyła | LZS Klimczok Bystra | 75,0   | 81,5   | 229,8  |
| 2.      | Józef Kocyan   | LKS Wisła Istebna   | 79,0   | 75,0   | 223,2  |
| 3.      | Piotr Wala     | KKS Bielsko-Biała   | 74,5   | 79,0   | 217,4  |
| 4.      | Ryszard Witke  | Śnieżka Karpacz     | 73,0   | 80,5   | 217,2  |
| 5.      | Erwin Fiedor   | Górnik Katowice     | 75,5   | 69,5   | 213,9  |
| 6.      | Marian Gayczak | AZS Zakopane        | 77,0   | 70,0   | 207,9  |
| 7.      | Gustaw Bujok   | Start Wisła         | 73,0   | 69,5   | 206,4  |
| 8.      | Jan Kawulok    | Start Wisła         | 73,5   | 72,0   | 201,4  |

W konkursie wzięło udział 44 zawodników.